# سيتي جراوند (كامبريدج)
سيتي غراوند (المعروف أيضًا باسم ملتون رود ) هو عبارة عن ملعب لكرة القدم في كامبريدج، إنجلترا .

## التاريخ
كان غراوند سيتي هو ملعب مدينة كامبريدج من 29 أبريل 1922 حتى 27 أبريل 2013. و يقع في منطقة تشيسترتون ، على بعد حوالى 1   كيلومتر شمال وسط المدينة.
كان الملعب واحد من أكبر الملاعب خارج دوري كرة القدم ويقدر أن له قدرة سعة تتجاوز 20000 ، على الرغم من أن أعلى حضور مسجل كان 12،058 في عام 1961.  
منذ أواخر الستينيات ، تم استخدام الملعب لسباق السلوقي ، وكانت الحشود غالبًا أعلى مما كانت عليه في مباريات كرة القدم. ومع ذلك ، أدت الديون إلى بيع جزء من الموقع للتطوير في عام 1985.
تم هدم الارضية وتم بناء أرضية أصغر ولكن أكثر وظيفية في مكانها ، مع تطوير الموقع المتبقي للمكاتب. كان الملعب يحتوي على بار وصالة مفتوحة في أيام المباريات ، وكان متاحًا للتأجير لعامة الجمهور.
في 27 أبريل 2013 ، بعد أن غاب سيتي عن مباريات الدوري الجنوبي الممتاز ، لعبوا المباراة الأخيرة في ميلتون رود ، حيث استضافوا ريديتش يونايتد . تميز ذلك اليوم بأحداث مختلفة ، بما في ذلك حضور أكثر من 30 لاعب سابق في المباراة. وكان هناك حشد من 814 شخص شاهدوا المبارة في الملعب .